# 모리우치 타카히로
Taka(타카, 본명 모리우치 타카히로(森内 貴寛), 1988년 4월 17일 ~ )는 일본의 뮤지션이다.

## 인물
록 밴드 ONE OK ROCK의 보컬이며, 가수 모리 신이치와 모리 마사코 부부의 3남중 첫째 아들이다. 3형제 중 둘째는 TV 도쿄 사원이며 막내 동생은 MY FIRST STORY의 보컬인 모리우치 히로키이다.

## 내력
2003년 9월, 남성 아이돌 그룹·NEWS의 멤버로 선출되어 인디즈 데뷔하였다. 2003년 12월, 〈수험을 위해 학업에 전념한다〉라고 하는 이유로 활동을 휴지. 그 후, 쟈니즈 사무소를 스스로 퇴사했다.
게이오기주쿠 초등학교, 게이오기주쿠 쇼난 후지사와 중·고등부에 다녔지만 자퇴하였다. 이후 호리코시 고등학교에 편입한다.
호리코시 고등학교를 퇴학한 후, 2004년 말 무렵에 친구 2명과 함께 밴드 〈Chivary of Music〉을 결성하였다.
2005년 4월, 부모님이 이혼하였다. 2005년 Toru의 권유를 받고 원오크록의 보컬이 되었다. 가입 후에는, 인디즈로의 밴드 활동을 계속해, 2006년, ONE OK ROCK의 보컬로서 예능 사무소 아뮤즈와 계약하였다. 7월 26일, 인디즈로부터 재 CD 데뷔하였다.

## 같이 보기
- ONE OK ROCK